# دمشهر
دمشهر، روستایی در دهستان گوربند بخش مرکزی شهرستان میناب در استان هرمزگان ایران است.
دمشهر در شمال شهر میناب و در فاصله ۱۵ کیلومتری آن قرار دارد.

## جمعیت
بر پایه سرشماری عمومی نفوس و مسکن در سال ۱۳۹۵، جمعیت این روستا برابر با ۱٬۹۹۱ نفر (۵۷۷ خانوار) بوده‌است.